# Лихорадка долины Сырдарьи
Лихорадка долины Сырдарьи — вирусное заболевание, возбудитель которого выделен в ходе экспедиции Института вирусологии АМН СССР под руководством Д. К. Львова в июле 1973 года в Сырдарьинском районе Кзыл-Ординской области Казахстана. После детального изучения и экспериментов отнесен к роду Cardiovirus (Picornaviridae). Вызываемая им болезнь переносится клещами, характеризуется острым течением, однако после 10-14 дней наступает выздоровление.

## Характеристика
Вирус SDVFV был выделен из крови лихорадящего больного в ходе полевой экспедиции. На основании электронной микроскопии и антигенных связей отнесён к кардиовирусам, аналогичным изолированным из клещей Hyalomma as. asiaticum Schulze et Schlottke, 1929 (Hyalomminae) (1 штамм) и Dermacentor daghestanicus Olenev, 1929 (Rhipicephalinae) (7 штаммов), собранных в поймах рек Сырдарья и Или. Заражённость клещей составляет 0,5 %.
Установлена филогенетическая близость SDVFV к вирусам Тейлера мышей (TMEV) и вилюйского энцефаломиелита человека (VHEV), для области структурных белков на нуклеотидном уровне составлящая соответственно 75 и 91 %, на аминокислотном — 80 и 93 %, а по регионам Р2 и Р3, кодирующим неструктурные белки, достигающая 96-98 %.
Прототипные штаммы вирусов лихорадки долины Сырдарьи (LEIV-Tur2833) и Сихотэ-Алинь (Prm113) были получены из Государственной коллекции вирусов Российской Федерации при НИИ вирусологии им. Д. И. Ивановского.

## Эпидемиология
Начало данного вирусного заболевания острое, с лихорадкой и температурой до 40 °С, обильным высыпанием на конечностях, груди, животе на 3—4-е сутки, слабостью и благоприятным исходом на 10—14-й день болезни.
Выявленная экспедицией иммунная прослойка к SDVFV среди домашних животных в пойменных ландшафтах рек Сырдарья, Или, Эмба и Талас достигает 11—16 %, тогда как в степной и горной зонах Казахстана обнаружены лишь единичные находки антител. У людей, проживающих в пустынной климатической зоне, иммунная прослойка колеблется от 1 до 3,5 %, в степной — 0,5 %, в горном ландшафте — 0 %. Таким образом, данный вид лихорадки распространён в пойменных пастбищных биоценозах пустынь Казахстана.
В Туркменистане циркуляция SDVFV связана с гнездовьями колониальных морских птиц и аргасовыми клещами.